# La Jagua de Ibirico
La Jagua de Ibirico è un comune della Colombia facente parte del dipartimento di Cesar.
Il centro abitato venne fondato da Juan Ramon de Ibirico nel 1771, mentre l'istituzione del comune è del 1979.